# Ctenoplana maculomarginata
Ctenoplana maculomarginata är en kammanetart som först beskrevs av Yosii (Yoshi, och fick sitt nu gällande namn av  1933. Ctenoplana maculomarginata ingår i släktet Ctenoplana och familjen Ctenoplanidae. Inga underarter finns listade i Catalogue of Life.